# Garth Watt-Roy
Garth Philip Watt-Roy (* 1947 in Bombay) ist ein britischer Gitarrist, Songwriter und Sänger. Er war im Lauf seiner Karriere Mitglied der Bands The Greatest Show on Earth, Fuzzy Duck, East of Eden, Steamhammer, The Marmalade und (Paul Youngs) Band Q-Tips sowie des Duos David and Goliath. Als Komponist war er unter anderem – gemeinsam mit Colin Horton-Jennings – für den Hit Magic Woman Touch der Hollies verantwortlich, der im Original von The Greatest Show on Earth aufgenommen worden war.

## Leben und Karriere
Garth Watt-Roy wurde wie sein Bruder Norman im indischen Bombay geboren. Die Familie zog 1954 nach England um. Mit seinem Bruder, einem Bassisten, gründete er die Band Living Daylights, die 1967 zwei Singles bei Philips veröffentlichte. Eine CD mit bis dahin unveröffentlichten Aufnahmen der Gruppe erschien im Jahr 2022. 1968 erhielten die Watt-Roy-Brüder ein Engagement als Teil einer Liveband für den amerikanischen Sänger Ossie Layne in einem spanischen Club namens Maddox. Aufnahmen der Shows – größtenteils Rhythm-and-Blues- und Soul-Standards – wurden unter dem Bandnamen „Ossie Laine Show“ als LP (Maddox 2) veröffentlicht. Der Nucleus dieser Liveband wurde 1968 zu The Greatest Show on Earth, mit der das Harvest-Label ein britisches Pendant zu Blood, Sweat & Tears oder Chicago am Markt platzieren wollte. Nach zwei Langspielplatten löste die Band sich 1971 auf, die Wege der Brüder trennten sich.
Garth Watt-Roy schloss sich zunächst Fuzzy Duck an, allerdings erst, nachdem diese ihr einziges Album aufgenommen hatte. Er war jedoch Autor ihrer Single Double Time Woman, die im August 1971 erschien. Im Folgejahr war er als Gast Leadsänger der Steamhammer-LP Speech. Nach diesem Gastspiel wurde er im April 1972 als Ersatz für Jim Roche Sänger und Gitarrist von East of Eden. Bei sieben der acht Titel auf dem einzigen mit ihm aufgenommenen Album Another Eden (1975) wird Watt-Roy als Koautor genannt (der achte Titel war eine Coverversion von Hey! Baby). Nach drei Jahren war die Episode East of Eden für Watt-Roy beendet. Nebenher hatte er 1972/1973 mit dem Kanadier David Reilly zusammengearbeitet und als Duo „David and Goliath“ drei Singles veröffentlicht.
Garth Watt-Roy spielte und sang 1977 auf der LP Silver Eagle der Band Limey und wurde 1978 für etwa ein Jahr Mitglied der Gruppe Marmalade, bei der er als Gitarrist, Sänger und Songwriter auf der LP The Only Light on My Horizon Now in Erscheinung trat. Watt-Roy war darüber hinaus ein gefragter Studiomusiker; so spielte er 1981 die Gitarrensoli auf Bonnie Tylers Album Goodbye to the Island.
Ab 1980 spielte Watt-Roy bei den Q-Tips, der Band, mit der Paul Young seine ersten Erfolge feierte. Ihr nach der Band benanntes Album wurde ein Top-50-Hit in den britischen Charts, ein Livealbum Live at Last brachte 1981 keine Chartplatzierung, wurde aber nach Paul Youngs Soloerfolgen mehrmals als Album von „Paul Young with the Q-Tips“ wiederveröffentlicht. Nachdem Young einen Solovertrag erhalten hatte, lösten sich die Q-Tips bald auf. Watt-Roy zog sich weitgehend aus dem Musikbusiness zurück, spielte aber gelegentlich mit den Barron Knights, sowie den Oldie-Bands Mike Pender’s Searchers und Gerry and the Pacemakers.
Den The-Greatest-Show-on-Earth-Song Magic Woman Touch nahmen die Hollies 1972 mit ihrem neuen Leadsänger Mikael Rickfors für das Album Romany auf. Album und Single wurden im November 1972 veröffentlicht; Magic Woman Touch stieg in Deutschland auf Platz 32 der Hitparade, in den Niederlanden erreichte der Titel Platz 8, in den Billboard-Charts Platz 60.

## Diskografie
(Auswahl, ohne Wiederveröffentlichungen)
mit Living Daylights
- 1967: Let’s Live for Today / I’m Real (7", UK)
- 1967: Baila Maria / Always with Him (7", UK)
- 1967: Let’s Live for Today / It’s Real // Jane / ’Cos I’m Lonely (EP, Frankreich)
- 1967: Baila Maria / I’m Real // Jane / Let’s Live for Today (EP, Portugal)
- 1968: Baila Maria / Let’s Live for Today (7", Spanien)

mit Ossie Laine Show
- 1969: Maddox 2 (Album, Spanien)
- 1969: Higher and Higher / My Girl (7", Spanien)
- 2015: Maddox 2 (EP, UK)

mit The Greatest Show on Earth
- 1970: Horizons (Album)
- 1970: The Going’s Easy (Album)
- 1970: Tell the Story (short version) / Mountain Song (7")
- 1970: Real Cool World / Again and Again (7")
- 1972: Horizons – Parte I / Horizons – Parte II (7", Mexiko)
- 1977: Magic Woman Touch / Again and Again (7", UK)

mit Fuzzy Duck
- 1971: Double Time Woman / Just Look Around You (7", UK)
- 1971: Big Brass Band / One More Hour (7", UK)

mit Steamhammer
- 1972: Speech (Album) als Gastsänger

mit East of Eden
- 1972: Another Eden (Album)

mit David and Goliath
- 1972: Why Do You Pretend / I Wonder Where (7" UK)
- 1973: One Man Band / Catch the Wind (7" UK)
- 1973: The Way That It Goes / After Tomorrow (7" US)

mit Limey
- 1977: Silver Eagle (Album)

mit Marmalade
- 1978: The Only Light on My Horizon (Album)

mit Q-Tips
- 1980: Q-Tips (Album)
- 1982: Live at Last (Album)